# Новоилимское муниципальное образование
Новоилимское муниципальное образование — муниципальное образование со статусом сельского поселения в 
Нижеилимском районе Иркутской области России. Административный центр — посёлок Новоилимск.

## Демография
По результатам Всероссийской переписи населения 2010 года 
численность населения муниципального образования составила 863 человека, в том числе 433 мужчины и 430 женщин.

## Населённые пункты
В состав муниципального образования входят населённые пункты
- Новоилимск

На территории Новоилимского сельского поселения  расположены:
МОУ «Новоилимская СОШ имени Н. И. Черных»;
МДОУ детский сад «Снегурочка»;
МКУК «Культурно-досуговый центр «Колос»;
Муниципальная библиотека при МКУК «КДЦ «Колос»;
Отделение почтовой связи;
ООО «УК ЖКХ Новоилимск»;
ООО «Совхоз Рудногорский»;
ИПБОЮЛ Чернова;
Фельдшерско-акушерский пункт.